# Каленцана
Каленцана (фр. Calenzana, корс. Calenzana) — коммуна во Франции, находится в регионе Корсика. Департамент коммуны — Верхняя Корсика. Административный центр кантона Кальви. Округ коммуны — Кальви.
Код INSEE коммуны — 2B049.

## Население
Население коммуны на 2008 год составляло 1943 человека.
| 1962 | 1968 | 1975 | 1982 | 1990 | 1999 | 2008 |
| ---- | ---- | ---- | ---- | ---- | ---- | ---- |
| 1050 | 1061 | 1478 | 1623 | 1535 | 1722 | 1943 |

## Экономика
В 2007 году среди 1119 человек в трудоспособном возрасте (15—64 лет) 741 были экономически активными, 378 — неактивными (показатель активности — 66,2 %, в 1999 году было 58,6 %). Из 741 активных работали 635 человек (386 мужчин и 249 женщин), безработных было 106 (36 мужчин и 70 женщин). Среди 378 неактивных 71 человек были учеником или студентом, 92 — пенсионерами, 215 были неактивными по другим причинам.

## Фотогалерея

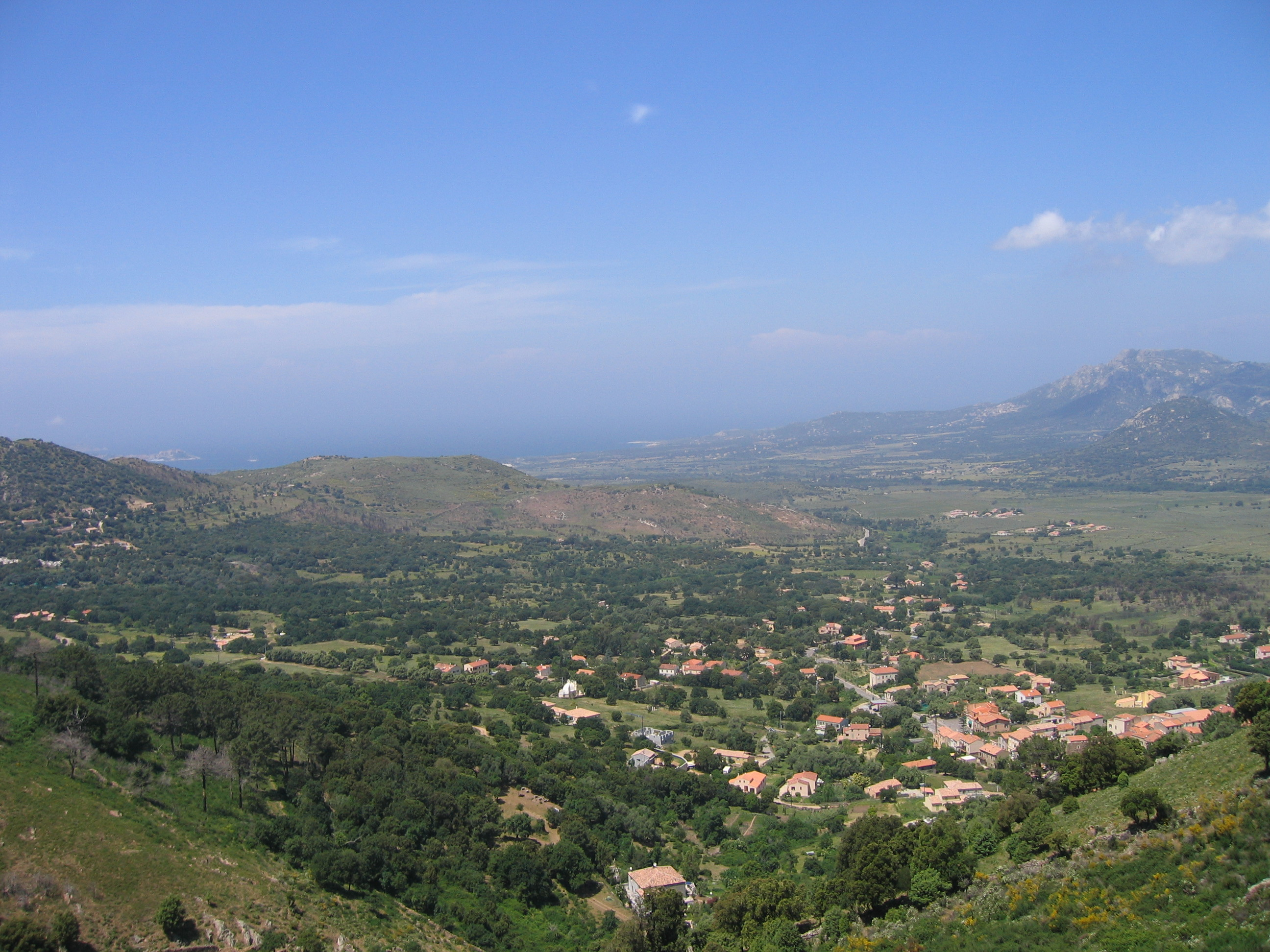
Каленцана
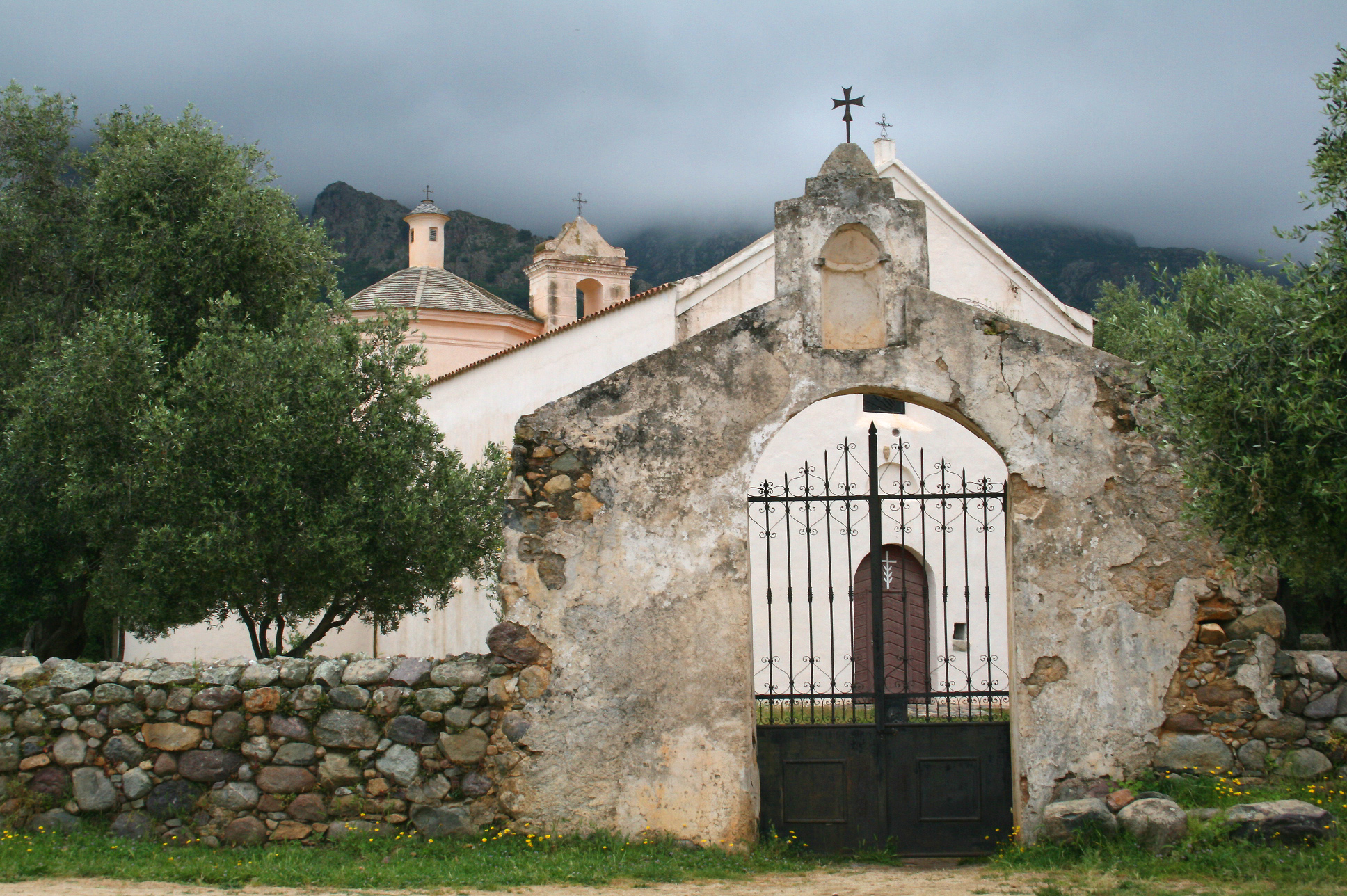
Церковь Sainte-Restitude (XIV век)
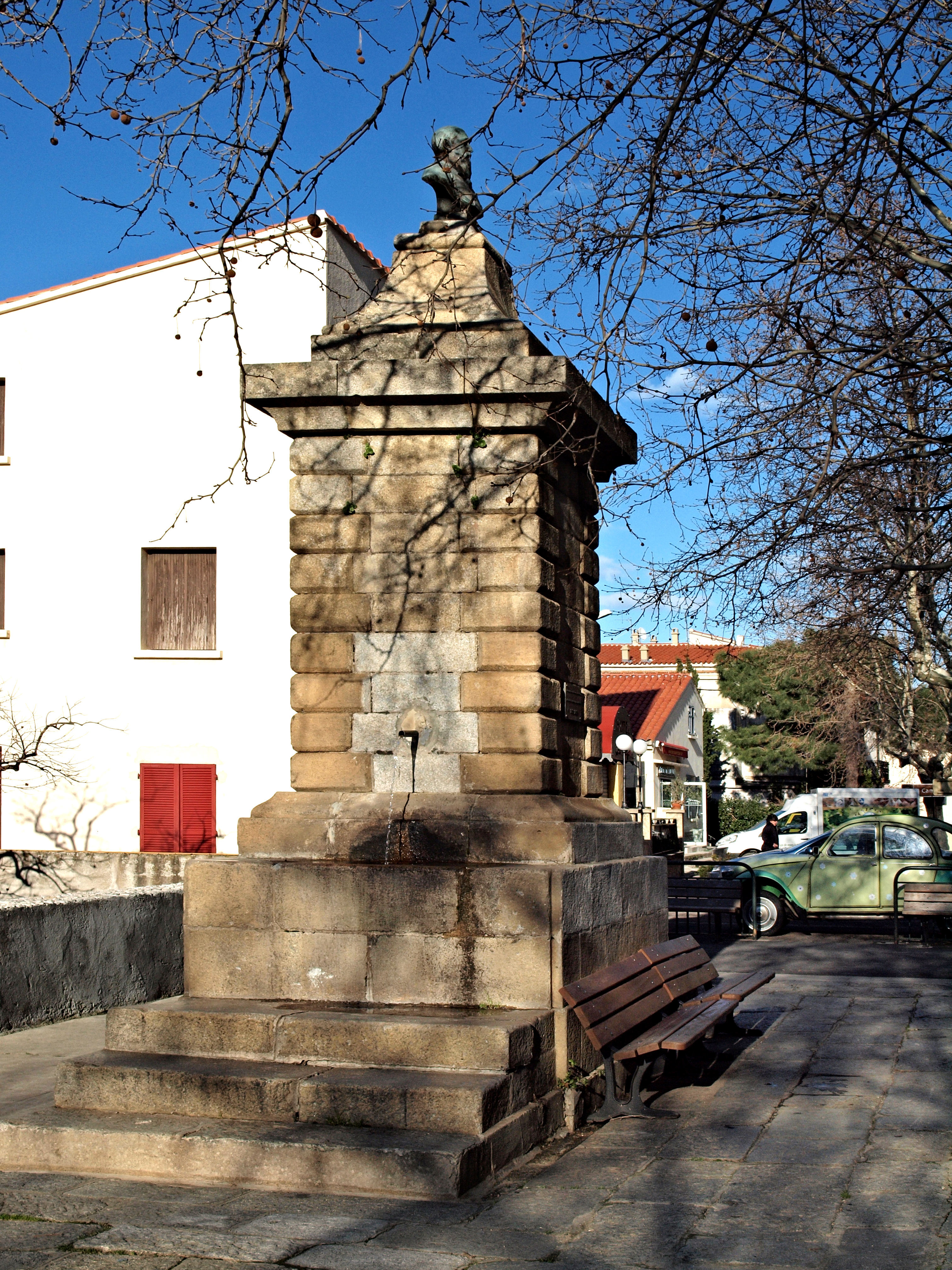
Фонтан Принц Пьер